# Dobrinești (okręg Gałacz)
Dobrinești – wieś w Rumunii, w okręgu Gałacz, w gminie Nicorești. W 2011 roku liczyła 468 mieszkańców.